# Manuel Bermúdez Jiménez
Manuel "Manu" Bermúdez Jiménez (12 de diciembre de 1997) es un atleta español especializado en marcha atlética.
Se proclamó campeón de España de 10.000m marcha en el Campeonato de España de Atletismo 2022.
Bermúdez consiguió la medalla de plata en la Copa del Mundo de Marcha Atlética de 2016, disputada en Roma.
Sus anteriores participaciones a nivel internacional fueron en los Campeonatos Mundiales Juveniles de Atletismo de 2013 (décimo con 46:21.96 en 10 000 m), en la Copa del Mundo de 2014 (decimotercero con 42:29 en 10 km) y en los Juegos olímpicos de la juventud de  2014 (sexto con 44:12.55 en 10 000 m).
Entrena en las pistas de atletismo de Cieza a las órdenes de José Antonio Carrillo.

## Palmarés Nacional
- Campeón de España Absoluto de 10.000m marcha: 2022
- Campeón de España Sub-23 de 20 km marcha: 2017, 2019
- Campeón de España Sub-20 de 10.000m marcha: 2016
- Campeón de España Sub-20 de 10 km marcha: 2016
- Campeón de España Sub-18 de 10 000 m marcha: 2014
- Campeón de España Sub-18 de 10 km marcha: 2014
- Campeón de España Sub-16 de 5000 m marcha: 2012
- Campeón de España Sub-16 de 5000 m marcha: 2012

## Mejores marcas personales
| Mejores marcas personales                                                                                                  | Mejores marcas personales | Mejores marcas personales | Mejores marcas personales |
| Distancia | Tiempo                    | Lugar                     | Fecha                     |
| --- | ------------------------- | ------------------------- | ------------------------- |
| 5 000 m | 19:35                     | Murcia, España            | 6 de marzo de 2016        |
| 5 km | 20:23                     | Guadix, España            | 7 de diciembre de 2014    |
| 10 000 m | 39:43.56                  | Nerja, España             | 25 de junio de 2022       |
| 10 km | 40:27                     | Roma, Italia              | 7 de mayo de 2016         |
| 20 km | 1h:21:02                  | Galicia, España           | 3 de junio de 2022        |
| PC - Pista Cubierta. Las competiciones en pista vienen indicadas en metros y las que son en ruta se indican en kilómetros. |                           |                           |                           |